# Juan Carlos Blanco
Juan Carlos Blanco Peñalba (Dolores, 25 mei 1946) is een voormalig profvoetballer uit Uruguay. Als verdediger speelde hij clubvoetbal in Uruguay en Spanje. Blanco beëindigde zijn actieve carrière in 1983 bij Racing Club. In het seizoen 1990–1991 was hij trainer-coach van Club Nacional.

## Interlandcarrière
Blanco speelde in totaal tien officiële interlands (nul doelpunten) voor zijn vaderland Uruguay. Hij maakte zijn debuut voor de nationale ploeg op 14 juli 1971 in de vriendschappelijke uitwedstrijd tegen Argentinië (1-0).

## Erelijst
Club Nacional de Football
- Uruguayaans landskampioen

1969, 1970, 1971, 1972, 1980
- Copa Libertadores

1971, 1980
- Copa Interamericana

1972
- Wereldbeker

1971, 1980
 Uruguay
- Mundialito

1981